# (34754) 2001 QG111
2001 كيو جي 111 (ويعرف أيضًا باسم (34754) 2001 كيو جي 111 وفق تسمية الكوكب الصغير) (بالإنجليزية: 2001 QG111)‏ هو كويكب ضمن حزام الكويكبات؛ وترتيبه 34754 من حيث الاكتشاف.
اكتُشف هذا الجُرم الفلكي بواسطة Charles W. Juels ‏ في 25 أغسطس 2001.

## وصلات خارجية
- (34754) 2001 QG111 في قاعدة بيانات مختبر الدفع النفاث لأجرام النظام الشمسي الصغيرة

- الاكتشاف · مخطط المدار ·  العناصر المدارية · المعلمات المادية

- (34754) 2001 QG111 على موقع ويكي سكاي: DSS2, SDSS, GALEX, IRAS, Hydrogen α, X-Ray, Astrophoto, Sky Map, Articles and images